# Atmometr

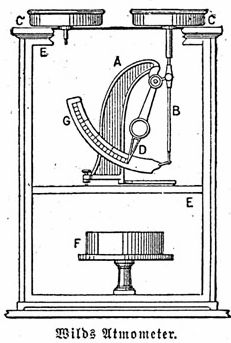
Atmometr na rycinie z 1890

Atmometr (też ewaporometr lub ewaporymetr; grec. atmós = para + metréō = mierzę) – jest to urządzenie do pomiaru szybkości parowania wody z powierzchni gruntu lub otwartej powierzchni wodnej i transpiracja roślin do atmosfery.

Przyrząd ten jest często wykorzystywany w rolnictwie do pomiaru ewapotranspiracji w obrębie uprawianego pola. Standardowo montuje się go do palika metr nad powierzchnią terenu. Odległość od otaczających go obiektów, drzew czy zabudowań powinna być dwukrotnie większa od ich wysokości tak, by wystawiony był na bezpośrednie działanie promieni słonecznych i by nic nie zakłócało jego pracy.

## Wady i zalety urządzenia (w porównaniu zestacją pogodową)

### Zalety
- Niska cena
- Łatwość obsługi i niskie koszta utrzymania
- Brak zasilania zewnętrznego

### Wady
- Konieczność odczytu ręcznego
- Stała potrzeba uzupełniania urządzenia w wodę
- Potencjalne ryzyku uszkodzenia przez ekstremalne warunki pogodowe